# Três Palmeiras
Três Palmeiras is een gemeente in de Braziliaanse deelstaat Rio Grande do Sul. De gemeente telt 4.469 inwoners (schatting 2009).